# Українські радіосистеми
ЗАТ Українські радіосистеми — телекомунікаційна компанія України, з 2010 року поглинена компанією «Київстар».

## Історія
ЗАТ «Українські радіосистеми» створено в 1995 році з метою просування на ринок України передових технологій в області телекомунікацій.
З 29 вересня 1995 року — «УРС» є повноправним членом Загальноєвропейської Асоціації операторів — MoU, а з липня 1997 року — повноправним член Асоціації операторів GSM MoU.
ЗАТ «УРС» був другим оператором в Україні (після ЗАТ «Український Мобільний Зв'язок»), що запустив мережу GSM в Україні.
Значна частина акцій ЗАТ УРС належала корейській компанії Daewoo [джерело?]. Після того як Daewoo збанкрутувало, зупинилось фінансування, і оператор не зміг розбудовувати мережу і конкурувати з UMC та Київстаром.
Працював оператор під ТМ WellCOM. 2004–2005 рр оператор різко починає розширювати свою мережу, на гроші групи «Приват» [джерело?], і на ринок виходять бренди «МОБІ» та «privat:mobile» (віртуальний оператор створений ПриватБанком, який лише використовував потужності мережі УРС, а менеджмент, білінг, розповсюдження та реклама були незалежні від УРС). Бренд Мобі проіснував недовго, оскільки 4 листопада 2006 року ВАТ ВимпелКом за підтримки «Альфи» купив 100% акцій УРС, і почалась підготовка до роботи під брендом Beeline.  
Компанія «Українські радіосистеми» обійшлась Вимпелкому та Альфі в 231 мільйон доларів. Угода викликала різке незадоволення норвезьких акціонерів. Конфлікт між великими акціонерами «Вимпелкома», норвезькою Telenor і російською Altimo (в минулому "Альфа-Телеком") розгорівся в кінці 2005. Власники компаній розійшлись відносно поглядів щодо виходу на український ринок. Вони планували вийти через іншого мобільного провайдера «Київстар», оскільки Telenor вже володіла контрольним пакетом акцій цього оператора. В підсумку норвезька сторона ініціювала декілька позовів про незаконність придбання «Українських радіосистем».
З 2005 року «УРС» стає частиною групи компаній «Вимпел Комунікації», що надають послуги мобільного зв'язку під брендом Beeline в 7 країнах світу й обслуговують понад 50 млн абонентів.
11 квітня 2006 року, компанія ЗАТ «Українські радіосистеми» починає надавати послуги мобільного зв'язку під торговельною маркою Beeline. Про це було офіційно оголошено на прес-конференції в Києві генеральним директором ВАТ «ВимпелКом» Олександром Ізосімовим.
З 1 лютого 2007 року всі абоненти компанії «Українські радіосистеми», що обслуговувалися під торговельною маркою WellCOM, переходять на обслуговування під ТМ Beeline.
У 2008 році після об'єднання материнських компаній Golden Telecom Incorporated та «Вымпел-Коммуникации» почався процес відповідного об'єднання українських компаній «Голден Телеком» та «Українські радіосистеми» і переведення послуг компанії під бренд Beeline.
21 жовтня 2010 року почався процес інтеграції українськихтелекомунікаційних операторів — «Київстар» та «Beeline-Україна» (ЗАТ «Українські радіосистеми» і ТОВ «Голден Телеком») в одну компанію. Об'єднана компанія надає телекомунікаційні послуги під брендами «Київстар», djuice, «Київстар-Бізнес» та «Білайн». Процес об'єднання операторів завершилось до кінця 2013 року. Закінчився процес злиття Київстару та Beeline
Юридична особа ЗАТ «Українські радіосистеми» припинила своє існування у серпні 2013р. (ТМ Beeline) остаточно припинила своє існування. Нацкомісія з питань регулювання зв'язку та інформації анулювала ліцензії компанії «Українські Радіосистеми» на надання послуг мобільного та фіксованого зв'язку в Україні.

## Поглинання
У жовтні 2010 року українські телекомунікаційні оператори — «Київстар» та «Beeline-Україна» (ПрАТ «Українські радіосистеми» і ТОВ «Голден Телеком») розпочали процес інтеграції.
З 1 жовтня 2012 власником 100% акції є ПрАТ «Київстар».
Об'єднана компанія надає телекомунікаційні послуги під брендами Київстар, djuice.